# Gainfarn (zámek)
Zámek Gainfarn je v katastrálním území Gainfarn v městě Bad Vöslau v okrese Baden v rakouské spolkové zemi Dolní Rakousy.
V zámku je dnes hudební škola Bad Vöslau. Zámek má velmi podobný vývoj - a historii jako v sousedství ležící zámek Merkenstein (zámek), protože dřívější panství Gainfarn a Großau patřila po dlouhá léta k sobě.

## Historie
Již v roce 1206 byl v dokumentech kláštera Klosterneuburgu uváděn Rudwinus z Gainfarn. Místem jeho sídla byla uváděna nejmenovaná pevnost. Sídlem Hohenbergů, kteří měli v držení statek Gainfarn, byl jejich sídlem již roku 1448 hrad Merkenstein. Dnešní zámek je každopádně výrazně mladší.
Když byl hrad Merkenstein zničený při druhém obléhání Turky byl sídlem panství opět Gainfarn. Místo i zámek Gainfarn měli od roku 1675, v době tureckého obléhání až do roku 1829 v držení Dietrichsteinové. Ještě před změnou majitele zámek přestavěl do dnešní podoby Josef Karel z Ditrichštejna (1763-1825), první guvernér privilegované rakouské národní banky. Roku 1816 nechal přestavět hlavní trakt v klasicistním stylu.
V roce 1829 získal Joachim Eduard hrabě Münch-Bellinghausen obě panství Gainfarn a Großau s Merkensteinem. Po jeho smrti zdědil zámek v roce 1866 Adolf Brenner von Felsach (1814-1883). Tento zděděný majetek převedl na svého syna Joachima z Brenner-Felsachu (1859-1927), známého díky cestě kolem světa a skupinových fotografiích, které vystavoval v dnešním Muzeu etnografie. V období let 1897 až 1901 byl častým hostem na zámku Hugo z Hofmannsthalu (1874-1929).
V roce 1911 Brenner-Felsach prodal zámek a statky majiteli pily Leopoldu Kernovi, který zámek vlastnil do roku 1917. Od něho koupil statek Merkenstein průmyslník Arthur Krupp (1856-1938) z Berndorfu. Ten dal poslední rok první světové války zámek k dispozici jako Lazaret.

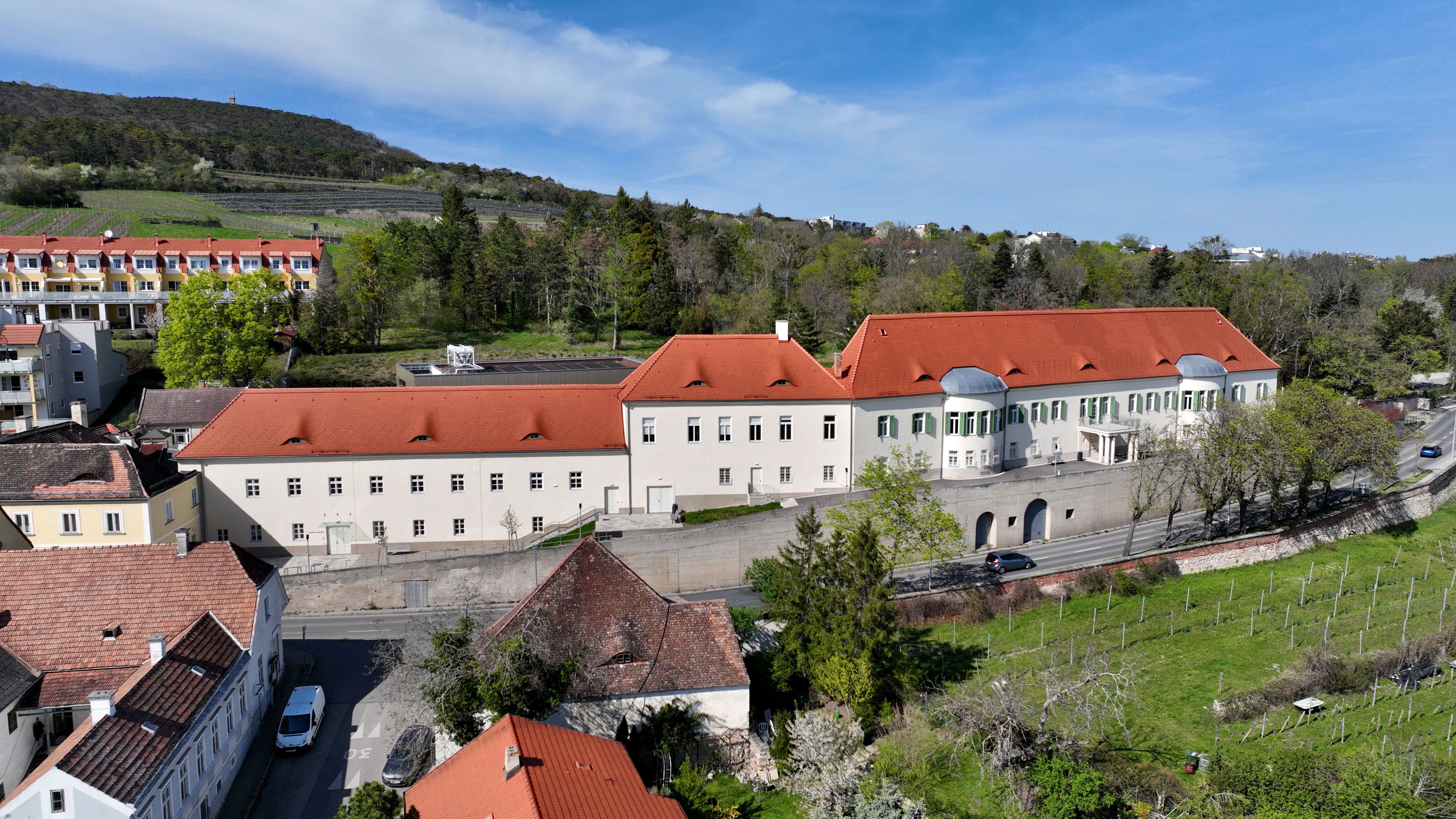
Celkový pohled na zámecký komplex

Po druhé světové válce veškerý majetek rodiny Kruppů sovětská okupační správa zabavila jako německý majetek a přidělila zámek a statek Gainfarn do správy koncernu USIA. V té době zámek očividně pustl. Po uzavření rakouské státní smlouvy přešlo vlastnictví na republiku Rakousko a do správy na spolkové lesy. Ze spolkových lesů byla již stávající lesnická škola v Brucku an der Mur a Gmundenu a 1948 lesnická škola ve Waidhofen an der Ybbs přemístěna do Gainfarnu. S novou reorganizací rakouského školství byla roku 1972 vyšší odborná škola s maturitou uzavřena a zřízena škola pro výcvik lesníků. V té době byl také zřízen Institut pro včelařství.
Na přelomu tisíciletí byla ale tato škola uzavřena. Větší část lesů na 5000 hektarů bylo již dříve prodáno.
V roce 2001 zámek získalo město Bad Vöslau. Po provedené adaptaci zámku je zde umístěna Hudební škola Bad Vöslau.